# توزیع ویشارت وارون
در آمار توزیع وارون ویشارت یک توزیع احتمال است که روی یک ماتریس مثبت مثبت-معین (به انگلیسی: positive-definite matrix) تعریف می شود. می گوییم {\displaystyle \mathbf {X} } از توزیع ویشارت وارون پیروی می کند اگر دارای توزیع {\displaystyle \mathbf {X} \sim W^{-1}({\mathbf {\Psi } },\nu )} باشد یا به عبارتی دیگر ماتریس وارون آن {\displaystyle \mathbf {X} ^{-1}} دارای توزیع ویشارت باشد. 